# Notropis mekistocholas
Notropis mekistocholas е вид лъчеперка от семейство Шаранови (Cyprinidae). Видът е застрашен от изчезване.

## Разпространение
Разпространен е в САЩ.